# لاریجان علیا (خداآفرین)
لاریجان علیا یکی از روستاهای استان آذربایجان شرقی دهستان کیوان بخش مرکزی شهرستان خداآفرین واقع شده‌است.